# 907
Năm 907 là một năm trong lịch Julius.

## Sự kiện

### Tháng 2
- 27 tháng 2: Gia Luật A Bảo Cơ kiến lập Khiết Đan quốc.

### Tháng 5
- 12 tháng 5: Chu Ôn phế bỏ Đường Ai Đế, xưng hoàng đế lấy niên hiệu Khai Bình, kiến lập Hậu Lương, đóng đô tại Lạc Dương.

### Tháng 11
- 3 tháng 11: Vương Kiến xưng hoàng đế tại Thành Đô, lấy niên hiệu Võ Thành, kiến lập Tiền Thục.

## Mất
- 23 tháng 7: Khúc Thừa Dụ